# Gran Premio de Portugal de Motociclismo de 2012
El Gran Premio de Portugal de Motociclismo de 2012 (oficialmente: Grande Prémio de Portugal Circuito Estoril) fue la tercera prueba del Campeonato del Mundo de Motociclismo de 2012. Tuvo lugar en el fin de semana del 4 al 6 de mayo de 2012 en el Autódromo do Estoril en Estoril, Portugal.
La carrera de MotoGP fue ganada por Toni Elías, seguido de Valentino Rossi y Kenny Roberts, Jr.. Andrea Dovizioso fue el ganador de la prueba de Moto2, por delante de Hiroshi Aoyama y Alex de Angelis. La carrera de Moto3 fue ganada por Sandro Cortese, Maverick Viñales fue segundo y Luis Salom tercero.

## Resultados

### Resultados MotoGP
| Pos.    | N.º | Corredor         | Marca        | Vueltas | Tiempo    | Parrilla | Puntos |
| ------- | --- | ---------------- | ------------ | ------- | --------- | -------- | ------ |
| 1       | 1   | Casey Stoner     | Honda        | 28      | 45:37.513 | 1        | 25     |
| 2       | 99  | Jorge Lorenzo    | Yamaha       | 28      | +1.421    | 4        | 20     |
| 3       | 26  | Dani Pedrosa     | Honda        | 28      | +3.621    | 2        | 16     |
| 4       | 4   | Andrea Dovizioso | Yamaha       | 28      | +13.846   | 7        | 13     |
| 5       | 35  | Cal Crutchlow    | Yamaha       | 28      | +16.690   | 3        | 11     |
| 6       | 19  | Álvaro Bautista  | Honda        | 28      | +21.884   | 6        | 10     |
| 7       | 46  | Valentino Rossi  | Ducati       | 28      | +26.797   | 9        | 9      |
| 8       | 11  | Ben Spies        | Yamaha       | 28      | +33.262   | 5        | 8      |
| 9       | 6   | Stefan Bradl     | Honda        | 28      | +35.867   | 11       | 7      |
| 10      | 8   | Héctor Barberá   | Ducati       | 28      | +53.363   | 8        | 6      |
| 11      | 69  | Nicky Hayden     | Ducati       | 28      | +1:02.630 | 10       | 5      |
| 12      | 41  | Aleix Espargaró  | ART-Aprilia  | 28      | +1:20.736 | 12       | 4      |
| 13      | 14  | Randy de Puniet  | ART-Aprilia  | 28      | +1:23.483 | 14       | 3      |
| 14      | 51  | Michele Pirro    | FTR-Honda    | 28      | +1:37.905 | 16       | 2      |
| 15      | 9   | Danilo Petrucci  | Ioda-Aprilia | 27      | +1 Vuelta | 19       | 1      |
| Ret     | 17  | Karel Abraham    | Ducati       | 23      | Retirado  | 13       |        |
| Ret     | 77  | James Ellison    | ART-Aprilia  | 18      | Retirado  | 18       |        |
| Ret     | 68  | Yonny Hernández  | BQR-Kawasaki | 16      | Retirado  | 15       |        |
| Ret     | 54  | Mattia Pasini    | ART-Aprilia  | 11      | Retirado  | 17       |        |
| Ret     | 22  | Iván Silva       | BQR-Kawasaki | 11      | Retirado  | 20       |        |
| DNS     | 5   | Colin Edwards    | Suter-BMW    |         |           |          |        |
| Fuente: |     |                  |              |         |           |          |        |

### Resultados Moto2
| Pos.    | N.º | Corredor            | Marca       | Vueltas | Tiempo    | Parrilla | Puntos |
| ------- | --- | ------------------- | ----------- | ------- | --------- | -------- | ------ |
| 1       | 93  | Marc Márquez        | Suter       | 26      | 44:04.086 | 1        | 25     |
| 2       | 40  | Pol Espargaró       | Kalex       | 26      | +1.987    | 5        | 20     |
| 3       | 12  | Thomas Lüthi        | Suter       | 26      | +2.071    | 2        | 16     |
| 4       | 5   | Johann Zarco        | Motobi      | 26      | +9.227    | 4        | 13     |
| 5       | 29  | Andrea Iannone      | Speed Up    | 26      | +10.481   | 6        | 11     |
| 6       | 15  | Alex de Angelis     | Suter       | 26      | +21.180   | 9        | 10     |
| 7       | 24  | Toni Elías          | Suter       | 26      | +21.394   | 8        | 9      |
| 8       | 60  | Julián Simón        | Suter       | 26      | +21.504   | 7        | 8      |
| 9       | 36  | Mika Kallio         | Kalex       | 26      | +21.581   | 17       | 7      |
| 10      | 38  | Bradley Smith       | Tech 3      | 26      | +24.100   | 13       | 6      |
| 11      | 45  | Scott Redding       | Kalex       | 26      | +27.248   | 3        | 5      |
| 12      | 77  | Dominique Aegerter  | Suter       | 26      | +30.087   | 10       | 4      |
| 13      | 19  | Xavier Siméon       | Tech 3      | 26      | +30.132   | 22       | 3      |
| 14      | 71  | Claudio Corti       | Kalex       | 26      | +30.257   | 21       | 2      |
| 15      | 88  | Ricard Cardús       | AJR         | 26      | +30.879   | 12       | 1      |
| 16      | 18  | Nicolás Terol       | Suter       | 26      | +31.097   | 15       |        |
| 17      | 95  | Anthony West        | Moriwaki    | 26      | +43.099   | 26       |        |
| 18      | 30  | Takaaki Nakagami    | Kalex       | 26      | +47.282   | 11       |        |
| 19      | 4   | Randy Krummenacher  | Kalex       | 26      | +47.399   | 19       |        |
| 20      | 76  | Max Neukirchner     | Kalex       | 26      | +48.143   | 27       |        |
| 21      | 44  | Roberto Rolfo       | Suter       | 26      | +53.563   | 24       |        |
| 22      | 47  | Ángel Rodríguez     | FTR         | 26      | +54.530   | 30       |        |
| 23      | 14  | Ratthapark Wilairot | Moriwaki    | 26      | +55.666   | 28       |        |
| 24      | 80  | Esteve Rabat        | Kalex       | 26      | +1:24.889 | 16       |        |
| 25      | 7   | Alexander Lundh     | MZ-RE Honda | 26      | +1:32.467 | 29       |        |
| 26      | 82  | Elena Rosell        | Moriwaki    | 26      | +1:40.748 | 31       |        |
| 27      | 10  | Marco Colandrea     | FTR         | 25      | +1 Vuelta | 32       |        |
| 28      | 8   | Gino Rea            | Moriwaki    | 25      | +1 Vuelta | 25       |        |
| Ret     | 63  | Mike Di Meglio      | Speed Up    | 20      | Caída     | 14       |        |
| Ret     | 3   | Simone Corsi        | FTR         | 19      | Caída     | 18       |        |
| Ret     | 49  | Axel Pons           | Kalex       | 11      | Caída     | 23       |        |
| Ret     | 72  | Yuki Takahashi      | Suter       | 5       | Caída     | 20       |        |
| Fuente: |     |                     |             |         |           |          |        |

### Resultados Moto3
| Pos.    | N.º | Corredor            | Marca       | Vueltas | Tiempo          | Parrilla | Puntos |
| ------- | --- | ------------------- | ----------- | ------- | --------------- | -------- | ------ |
| 1       | 11  | Sandro Cortese      | KTM         | 23      | 41:34.536       | 1        | 25     |
| 2       | 25  | Maverick Viñales    | FTR-Honda   | 23      | +0.055          | 2        | 20     |
| 3       | 39  | Luis Salom          | Kalex-KTM   | 23      | +11.038         | 7        | 16     |
| 4       | 63  | Zulfahmi Khairuddin | KTM         | 23      | +12.195         | 5        | 13     |
| 5       | 7   | Efrén Vázquez       | FTR-Honda   | 23      | +20.934         | 8        | 11     |
| 6       | 27  | Niccolò Antonelli   | FTR-Honda   | 23      | +20.976         | 12       | 10     |
| 7       | 42  | Álex Rins           | Suter-Honda | 23      | +21.792         | 22       | 9      |
| 8       | 52  | Danny Kent          | KTM         | 23      | +21.888         | 4        | 8      |
| 9       | 10  | Alexis Masbou       | Honda       | 23      | +23.046         | 10       | 7      |
| 10      | 84  | Jakub Kornfeil      | FTR-Honda   | 23      | +23.310         | 11       | 6      |
| 11      | 41  | Brad Binder         | Kalex-KTM   | 23      | +23.379         | 14       | 5      |
| 12      | 55  | Héctor Faubel       | Kalex-KTM   | 23      | +23.763         | 9        | 4      |
| 13      | 61  | Arthur Sissis       | KTM         | 23      | +24.308         | 16       | 3      |
| 14      | 23  | Alberto Moncayo     | Kalex-KTM   | 23      | +25.015         | 17       | 2      |
| 15      | 12  | Álex Márquez        | Suter-Honda | 23      | +26.450         | 19       | 1      |
| 16      | 6   | Joan Olivé          | KTM         | 23      | +32.641         | 24       |        |
| 17      | 89  | Alan Techer         | TSR-Honda   | 23      | +32.743         | 20       |        |
| 18      | 19  | Alessandro Tonucci  | FTR-Honda   | 23      | +36.511         | 21       |        |
| 19      | 77  | Marcel Schrötter    | Mahindra    | 23      | +53.527         | 23       |        |
| 20      | 21  | Iván Moreno         | FTR-Honda   | 23      | +1:04.014       | 26       |        |
| 21      | 9   | Toni Finsterbusch   | Honda       | 23      | +1:04.064       | 30       |        |
| 22      | 73  | Manuel Tatasciore   | Honda       | 23      | +1:04.071       | 25       |        |
| 23      | 51  | Kenta Fujii         | TSR-Honda   | 23      | +1:30.900       | 33       |        |
| 24      | 3   | Luigi Morciano      | Ioda        | 22      | +1 Vuelta       | 32       |        |
| 25      | 86  | Kevin Hanus         | Honda       | 22      | +1 Vuelta       | 31       |        |
| NC      | 80  | Armando Pontone     | Ioda        | 23      | +2:32.229       | 34       |        |
| NC      | 30  | Giulian Pedone      | Oral        | 23      | +2:35.705       | 29       |        |
| Ret     | 53  | Jasper Iwema        | FGR-Honda   | 15      | Caída           | 28       |        |
| Ret     | 96  | Louis Rossi         | FTR-Honda   | 14      | Caída           | 15       |        |
| Ret     | 5   | Romano Fenati       | FTR-Honda   | 14      | Caída           | 6        |        |
| Ret     | 32  | Isaac Viñales       | FTR-Honda   | 13      | Retirado        | 27       |        |
| Ret     | 99  | Danny Webb          | Mahindra    | 8       | Retirado        | 18       |        |
| Ret     | 26  | Adrián Martín       | FTR-Honda   | 6       | Retirado        | 13       |        |
| Ret     | 44  | Miguel Oliveira     | Suter-Honda | 3       | Retirado        | 3        |        |
| DNQ     | 15  | Simone Grotzkyj     | Oral        |         | No se clasificó |          |        |
| Fuente: |     |                     |             |         |                 |          |        |